# 相良長泰 (肥後相良氏)
相良 長泰（さがら ながやす、文明5年（1473年） - 長享元年（1487年））は、戦国時代の武将。父は相良頼泰で、その嫡男。祖父は肥後国相良氏11代当主・相良長続。幼名は松尉丸。通称は権五郎。
第12代当主・相良為続の近習として仕えていたが、長享元年に父の頼泰が、長泰の器量が優れている事から相良氏を相続させようと謀り、奉行の佐牟田上野、吉牟田孫左衛門らと密約を交わした。それが為続の子・相良長毎の知るところとなり、すぐさま成敗の命が下された。
頼泰は原城下原（人吉城内）の館で殺害され、長泰も在所であった八代にて殺害された。なお弟・松千代丸（後の長弘）も兄と共にいたが、幼いということで助命された。
享年15。法名は「賀呈道慶」。